# Quatro Peças Sacras

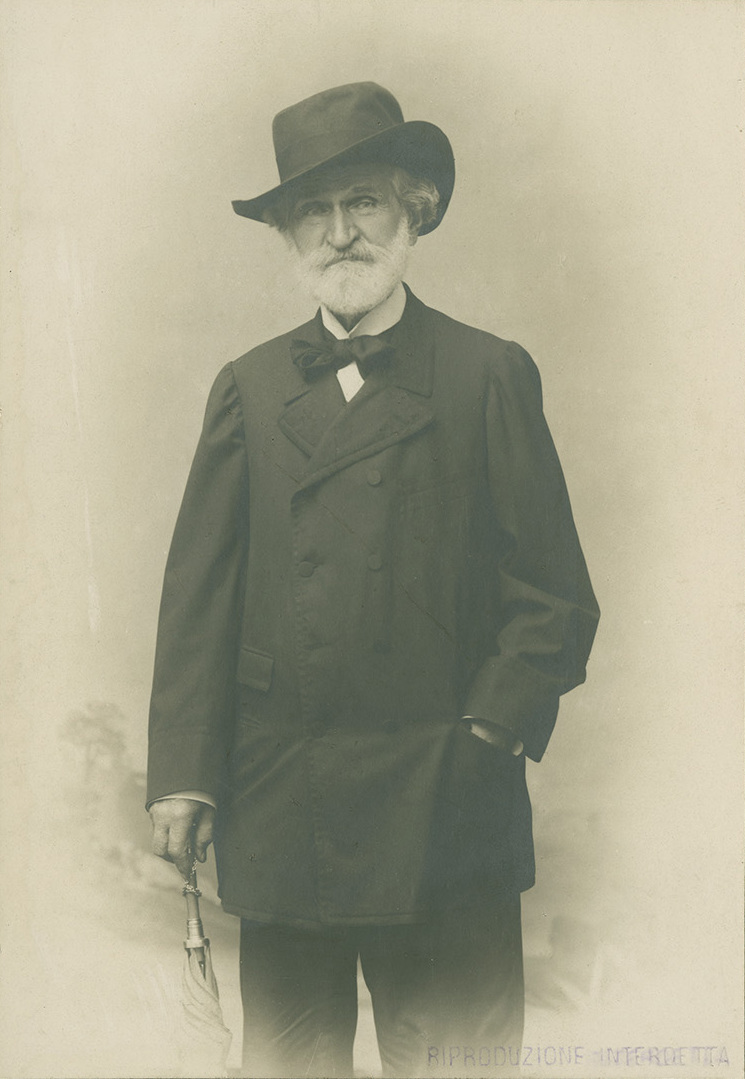
Giuseppe Verdi (1899) - Archivio storico Ricordi

As Quatro Peças Sacras são quatro composições para coro de Giuseppe Verdi publicadas em conjunto em 1898. Embora compostos separadamente e com conjuntos diferentes, eles são muitas vezes executados como um ciclo de composições.
A composição é dividida em quatro movimentos:
- Ave Maria, um cenário do latim Ave Maria para quatro vozes solo a cappella composto em 1889
- Stabat Mater, um cenário do latim Stabat Mater para coro e orquestra composto em 1896 e 1897
- Laudi alla Vergine Maria', um cenário de uma oração no Canto XXXIII do Paradiso de Dante para quatro vozes femininas a cappella composta entre 1886 e 1888
- Te Deum, um cenário do latim Te Deum para coro duplo e orquestra

## História
Depois que Verdi terminou sua ópera Aida e em 1874 a Missa da Requiem, ele se aposentou da composição por anos, escrevendo apenas composições sacras menores, como um Pater Noster e uma Ave Maria em 1880. O mais antigo do Quattro pezzi sacri em termos de sua data de composição é o que veio a ser conhecido como Laudi alla Vergine Maria (embora o próprio Verdi não lhe tenha dado esse título).
Foi composta entre 1886 e 1888, período durante o qual ele também estava trabalhando em sua penúltima ópera, Otello, que estreou em 1887. O segundo dos Pezzi a ser composto foi a Ave Maria, cujo cenário é construído sobre uma Escala Enigmática. Ele originalmente compôs em 1889 e revisou-o para publicação em 1897. O Te Deum foi iniciado em 1895, dois anos após a estreia de sua última ópera, Falstaff. Foi terminado no verão de 1896. Seguiu-se o Stabat Mater e as quatro peças foram enviadas para a editora de Verdi, Casa Ricordi, em junho de 1897.